# Hopkinton (Iowa)
Hopkinton és una població dels Estats Units a l'estat d'Iowa. Segons el cens del 2000 tenia 681 habitants, 275 habitatges, i 187 famílies. La densitat de població era de 424,1 habitants/km².
El poble va ser creat el 1850 i va ser incorporat el 1874. L'antiga escola, tancada el 1944 va ser transferida al museu a l'aire lliure Delaware County Historical Museum.